# Roberto Bencivenga
Roberto Bencivenga (Roma, 2 ottobre 1872 – Roma, 24 ottobre 1949) è stato un generale e politico italiano, comandante del Fronte militare clandestino, fu deputato del Regno e senatore della Repubblica.
Combattente durante la guerra italo-turca dove si distinse durante la battaglia di Ain Zara, e fu decorato di una medaglia d'argento e una di bronzo al valor militare.
Nel 1914 entrò a far parte dell'"entourage" del nuovo capo di stato maggiore del Regio Esercito, generale Luigi Cadorna, e nel gennaio 1916, in piena prima guerra mondiale, fu nominato capo dell'ufficio segreteria del Comando supremo di Udine, da cui fu rimosso nell'agosto 1917 per gravi contrasti sorti con Cadorna, venendo sostituito da Melchiade Gabba. Nominato comandante della Brigata Aosta, si distinse durante la battaglia del solstizio (giugno 1918) e sul Monte Grappa (ottobre 1918), venendo decorato con la seconda Medaglia d’argento al valor militare.
Dopo la fine della guerra fu posto a capo della missione militare italiana a Berlino, ma lasciò la vita militare, con il grado di generale di brigata, nel 1919 per intraprendere la carriera politica.
In quel periodo fu attivo come giornalista pubblicando numerosi articoli di carattere militare sui quotidiani Il Paese (1921-1922) e Il Mondo, (1924-1925) venendo poi eletto Presidente della Federazione della Stampa.
Fu eletto alla Camera dei Deputati del Regno nelle elezioni del 1924 nella lista di Giovanni Amendola. Partecipò alla secessione dell'Aventino e alla fondazione dell'Unione Nazionale, e fu quindi dichiarato decaduto dalla Camera nella seduta del 9 novembre 1926, decaduto dall'incarico di presidente della Federazione della Stampa e inoltre radiato dall'esercito con decreto del 15 luglio 1926, con l'aggiunta della condanna a 5 anni di confino a Ponza.
Una volta liberato scrisse alcune opere di carattere storico-militare sulla partecipazione italiana alla Grande Guerra.
Nel settembre 1943 iniziò a partecipare al movimento di resistenza entrando a far parte del CLN romano venendo nominato comandante del Fronte militare clandestino il 22 marzo 1944. Nel 1946 fu eletto all'Assemblea costituente nelle file del Blocco Nazionale della Libertà, di cui divenne poi il presidente del gruppo parlamentare, e il 18 aprile 1948 fu nominato "senatore di diritto" della I legislatura della Repubblica Italiana.

## Biografia
Nacque a Roma il 2 ottobre 1872, figlio di Zenobio e di Luigia Giordani. 

### Carriera militare
Arruolatosi nel Regio Esercito frequentò la Scuola di applicazione di artiglieria e genio di Torino da dove uscì con il grado di tenente, assegnato al 13º Reggimento d'artiglieria. Dopo aver frequentato la Scuola di guerra dell'esercito nel 1908 entrò a far parte del Corpo di Stato maggiore con il grado di capitano, insegnando poi tattica militare alla Scuola di guerra a partire dal 1910, ma l’anno successivo fu mandato in Libia a combattere contro le truppe ottomane.
Si distinse particolarmente durante la battaglia di Ain Zara, e al suo rientro in Italia risultava decorato con una medaglia d'argento e una di bronzo al valor militare. A partire dall’agosto 1914 entrò a far parte del piccolo gruppo di stretti collaboratori del nuovo Capo di stato maggiore dell'esercito, generale Luigi Cadorna, e nel gennaio 1916, in piena prima guerra mondiale, fu nominato capo dell'ufficio segreteria del Comando Supremo di Udine. Nel maggio dello stesso anno si distinse durante la battaglia degli Altipiani e poi nell’offensiva che portò alla conquista di Gorizia, che gli valse la concessione della Croce di Cavaliere dell'Ordine militare di Savoia.
Promosso tenente colonnello, e successivamente colonnello per meriti di guerra, svolse in pratica le funzioni di Capo di stato maggiore di Cadorna, e ciò lo portò in contrasto con il forte carattere del generale . Alla fine di agosto 1917 fu allontanato dal Comando Supremo, su sua richiesta, in quanto egli aveva domandato un comando operativo in seno alla 2ª Armata, e Cadorna lo aveva accontentato assegnandogli quello della Brigata "Casale". Dopo essere stato rimosso dall'incarico di Capo dell’ufficio segreteria del Comando supremo, egli andò in licenza a Roma, incominciando una campagna denigratoria, sia verbale che per iscritto, considerata al limite della diffamazione, nei confronti di Cadorna, accusandolo apertamente di incapacità e caldeggiando la sua sostituzione con il generale Luigi Capello. Quando Cadorna lo seppe, informato dal Ministro della guerra, generale Gaetano Giardino, al suo ritorno in zona di operazioni lo mandò sotto processo, al termine del quale fu condannato a tre mesi di arresti da trascorrere presso la fortezza di Bard.

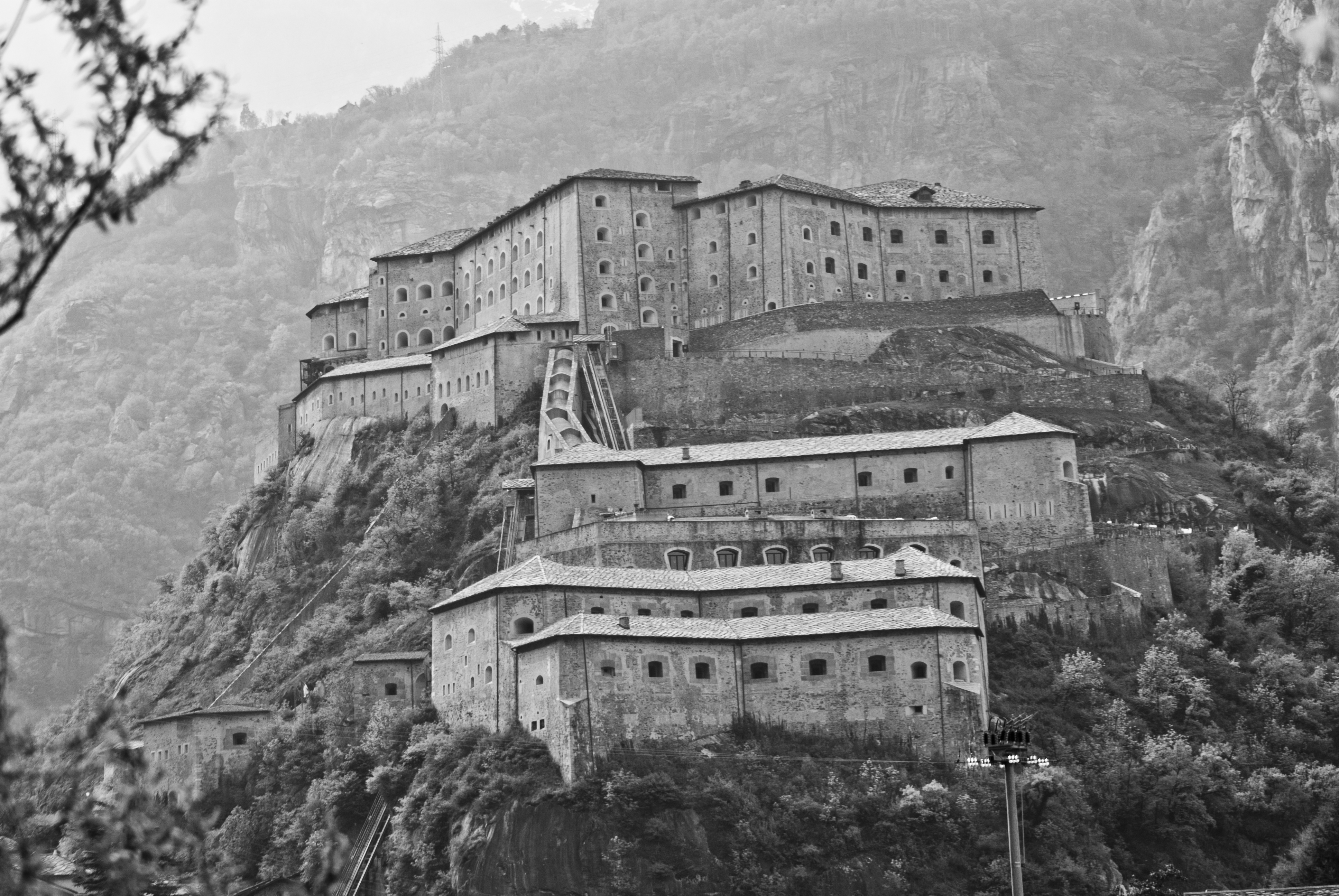
Il forte di Bard dove il generale Bencivenga trascorse tre mesi agli arresti.

Dopo la disfatta di Caporetto, e la sostituzione di Cadorna con Diaz, il 1 novembre fu riammesso in servizio attivo e nominato comandante della Brigata Aosta con cui si distinse nella difesa del Col della Beretta (novembre 1917), nel corso della battaglia del Solstizio (15-24 giugno 1918), e nuovamente sul Monte Grappa (ottobre 1918).
Decorato con la seconda medaglia d'argento al valor militare, dopo la fine della guerra fu posto a capo della missione militare italiana a Berlino.
Nel 1919 lasciò il servizio attivo, col grado di generale di brigata, per intraprendere la carriera giornalistica e politica.
Nel 1921 propose dalle colonne di alcuni giornali, tra cui Il Paese (1921-1922) e Il Mondo (1924-1925), la costruzione di uno strumento militare "lancia-scudo", in cui si sarebbe dovuto ridurre l'esercito permanente (scudo) a 150.000 uomini divisi in 15 divisioni, con armamento più moderno, carri armati, ampia disponibilità di forze aeree (ancora parte di esercito e marina), armi automatiche personali e di squadra (caldeggiò l'acquisto della licenza per produrre il Browining BAR ed altre mitragliatrici leggere, propose la diffusione del Beretta MAB 18 a tutti i sottufficiali), oltre ad artiglierie da progettarsi tenendo conto di quanto era avvenuto nell'ultima guerra.
Dietro questa forza armata permanentemente pronta (anche ad impegni coloniali) e semi-professionista (con ferma di 18-24 mesi) sarebbe stato posto un esercito (lancia) formato da coscritti addestrati in maniera sommaria (meno di 6 mesi). Questo esercito, organizzato su base territoriale (come in Italia accadeva solo agli alpini) era da mobilitarsi in caso di guerra, e da armare in caso di mobilitazione in maniera via via più simile a quelli dello scudo. In questo modo l'esercito avrebbe potuto concentrare tutti i propri investimenti (scarsi) nel potenziamento tecnologico e nell'adeguamento delle artiglierie, limitando le spese per il personale.

### Attività politica
Alle elezioni del 1924 si candidò nella circoscrizione della Campania nella lista di Giovanni Amendola, venendo eletto alla Camera del Regno .
Quello stesso anno fu eletto fu eletto presidente della Federazione della stampa. Partecipò quindi, insieme ad Amendola, alla secessione aventiniana e alla fondazione dell'Unione Nazionale, per cui tenne diversi comizi in tutta Italia. Come tutti gli aventiniani, fu quindi dichiarato decaduto dalla Camera nella seduta del 9 novembre 1926 e dall’incarico di Presidente della Federazione della Stampa.
Provocato sulle colonne del giornale Il Popolo d’Italia, arrivò a sfidare a duello, senza ricevere risposta, Arnaldo Mussolini, dando ampio risalto alla lettera con cui accusava la famiglia Mussolini di fare aggredire alle spalle i propri avversari politici da sicari prezzolati. Radiato dall'esercito per motivi politici con decreto del 15 luglio 1926, con l'aggiunta della condanna a cinque anni di confino a Ponza, rifiutò sempre di chiedere la grazia a Re Vittorio Emanuele III, nonostante i gravi problemi di salute. In quegli anni diede alle stampe un'opera in più volumi di carattere militare sulla prima guerra mondiale, "Saggio critico sulla nostra guerra", collaborando anche al giornale satirico Il Becco giallo e mantenendo contatti con l'ambiente militare ostile al regime.

#### Nella Resistenza
Nel settembre 1943 iniziò a partecipare al movimento di resistenza entrando a parte del CLN romano. Il 22 marzo 1944 fu investito dal governo Badoglio del comando militare clandestino nella città di Roma, succedendo al generale Quirino Armellini, ma a causa di un grave incidente avvenuto in un seminario nel mese di maggio mentre partecipava ad una riunione clandestina, rimase temporaneamente in disparte.
Dopo la liberazione di Roma nel giugno 1944 fu per alcuni giorni Commissario governativo al governatorato di Roma (6-10 giugno 1944), prima dell'insediamento del nuovo Sindaco Filippo Doria Pamphili. Decorato con una terza Medaglia d'argento al valor militare, ricevette la Legion of Merit americana dalle mani del generale Mark Clark, comandante della 5ª Armata statunitense.
Nel novembre 1944 fu oggetto di un duro attacco da parte dell'Unità, organo di stampa comunista allora diretto da Velio Spano, per aver invocato una pacificazione tra fascisti e antifascisti che ponesse fine alla guerra civile. I comunisti lo accusarono di voler «spegnere la guerra civile onde non [fosse] spento il fascismo», mentre la «santissima guerra civile» avrebbe al contrario dovuto svilupparsi fino alla completa soppressione dei fascisti.

### Parlamentare nel dopoguerra
In qualità di aventiniano, nel 1945 fu nominato deputato nella Consulta Nazionale. Nel 1946 si candidò e fu eletto all'Assemblea costituente nelle file del Blocco Nazionale della Libertà, di cui divenne poi il presidente del gruppo parlamentare. 
Nel gennaio 1947 aderì al Fronte dell'Uomo Qualunque e passò quindi al gruppo "Fronte Liberale Democratico dell'Uomo Qualunque".
In virtù della III disposizione transitoria della Costituzione, il 18 aprile 1948 fu nominato senatore di diritto della I legislatura della Repubblica Italiana, andando a far parte il Gruppo misto, dove fu uno dei quattro senatori qualunquisti.
Non terminò la legislatura, poiché morì a Roma il 23 ottobre 1949. Il generale Roberto Bencivenga fu anche un massone di una certa rilevanza: prima del fascismo fu iniziato in una loggia del Grande Oriente d'Italia, nel 1943 costituì il "Gruppo di Reggenza" in Sicilia, raggruppando diverse logge già esistenti. Questo gruppo confluì nella Gran Loggia d'Italia (allora in Via della Mercede in Roma) nell'agosto del 1945. 
Una via di Roma nei pressi di via Nomentana e via Pietralata ne onora il nome.

## Pubblicazioni
- Saggio critico sulla nostra guerra: I, Il periodo della neutralità, Roma 1930.
- Saggio critico sulla nostra guerra: II, La campagna del 1915, Roma, 1933.
- Saggio critico sulla nostra guerra: III, La sorpresa di Asiago e quella di Gorizia, Roma, 1935.
- Saggio critico sulla nostra guerra: IV, La scalata alla Bainsizza. Verso la crisi dell'autunno 1917, Roma, 1938.
- Saggio critico sulla nostra guerra: Appendice, La sorpresa strategica di Caporetto, Roma, 1932.
- Questo era il fascismo. Venti conferenze alla Radio Firenze, Firenze, 1945.

### Annotazioni
1. ↑  Sostituito nell’incarico dal tenente colonnello Melchiade Gabba.
2. ↑  Per i combattimenti sul Monte Grappa dell’ottobre 1918 la bandiera della brigata fu decorata con la Medaglia d'oro al valor militare.
3. ↑  Per il giornale Il Mondo fu critico militare e ottimo, e combattivo, redattore.
4. ↑  Si ruppe il femore scivolando sul pavimento mentre partecipava a una riunione nel Palazzo del Laterano, e giudicato intrasportabile dovette rimanervi confinato. La sua presenza fu però scoperta dai tedeschi, così la Santa Sede, per scongiurare l'entrata dei soldati nel Palazzo, dovette intervenire presso il Comando tedesco garantendo che avrebbe tenuto il generale Bencivenga isolato fino a che le forze Alleate non fossero entrate in Roma.

### Fonti
1. 1 2 3 4 5 6 7 8 9 10 11 12   Bencivenga, Roberto, su treccani.it. URL consultato il 1º dicembre 2024.
2. 1 2 3 4 5 6 7  Pierluigi Romeo Di Colloredo, Luigi Cadorna: Una biografia militare, Italia Storica, Genova, 2015.
3. ↑  Cavaciocchi, Ungari 2014, p. 106.
4. ↑  Cavaciocchi, Ungari 2014, p. 122.
5. ↑  Cavaciocchi, Ungari 2014, p. 315.
6. ↑  Cavaciocchi, Ungari 2014, p. 305.
7. ↑  Cavaciocchi, Ungari 2014, p. 316.
8. ↑  Storia Camera
9. ↑  Ugo Guspini, L'orecchio del regime. Le intercettazioni telefoniche al tempo del fascismo; presentazione di Giuseppe Romolotti, Milano, Mursia, 1973, pp. 187-188, dà conto della telefonata del 15 maggio 1941 con il generale Bollati, scettica sulla preparazione militare italiana al secondo conflitto mondiale.
10. 1 2  Candeloro 1990, p. 267.
11. 1 2  Tomkins 2009, p. 142.
12. 1 2  Zuccotti 2001, p. 233.
13. ↑  La nomina su Corriere della Sera
14. ↑   Bencivenga terrazziere, in l'Unità, edizione di Roma, 4 novembre 1944,  p. 1.
15. 1 2  Scheda sul sito del Camera.
16. 1 2  Scheda sul sito del Senato.
17. ↑  Mola 2016, p. 58.
18. 1 2  Sito web del Quirinale: dettaglio decorato.